# کورمونتو (شهرستان توپ)
کورمونتو (به لاتین: Kürmöntü) یک منطقهٔ مسکونی در قرقیزستان است که در شهرستان توپ واقع شده‌است. کورمونتو ۳٬۰۴۱ نفر جمعیت دارد و ۱٬۶۴۱ متر بالاتر از سطح دریا واقع شده‌است.